# Loes Geurts
Loes Geurts (* 12. Januar 1986 in Wûnseradiel) ist eine niederländische Fußballspielerin. Die Torfrau steht derzeit beim schwedischen Verein BK Häcken unter Vertrag und spielt für die niederländische Nationalmannschaft.

## Karriere

### Vereine

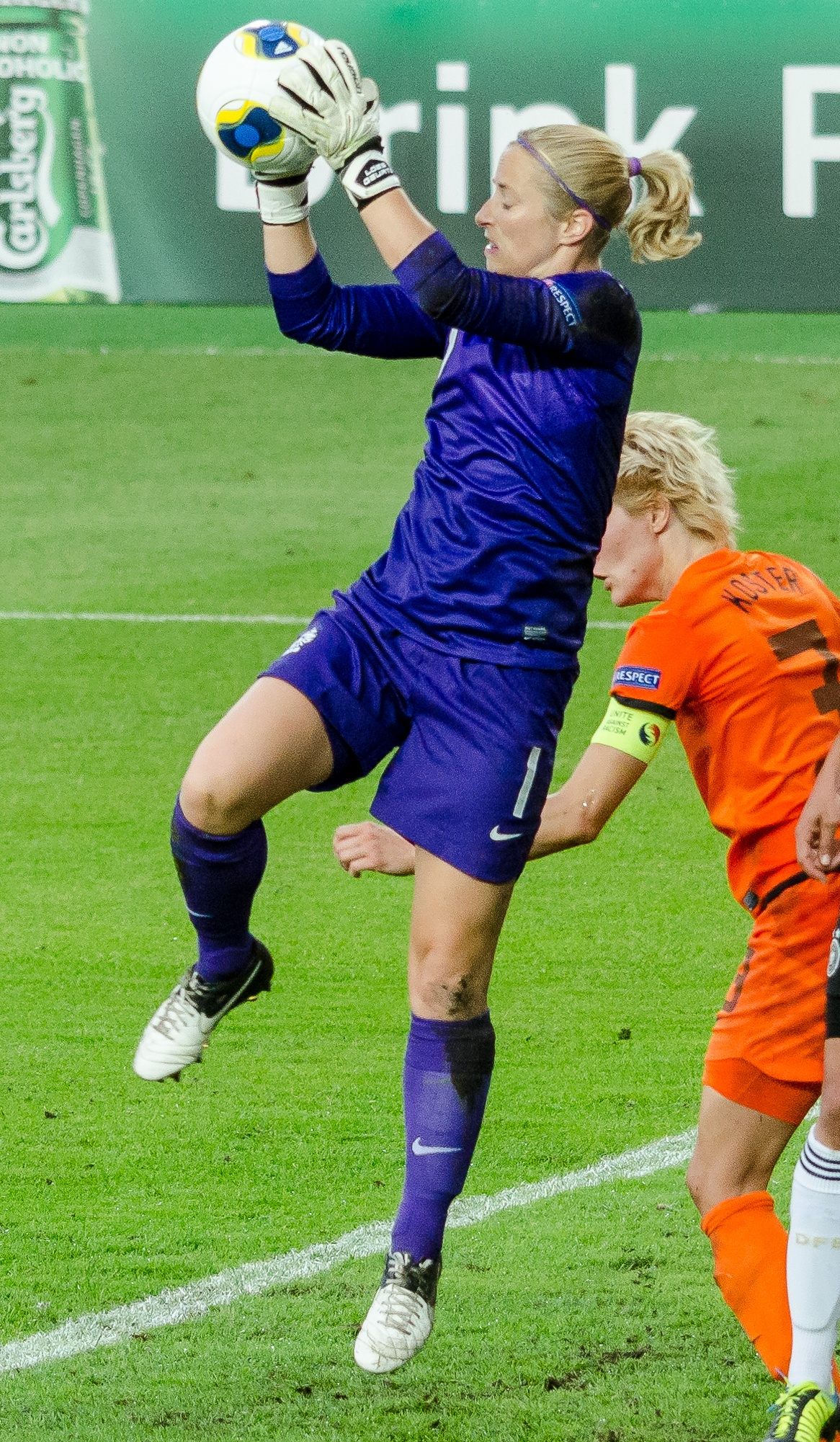
Geurts 2013 im EM-Spiel gegen Deutschland

Geurts begann ihre Karriere bei VV Res und spielte als Jugendliche kurzzeitig beim SC Heerenveen. Zwischen 2004 und 2005 spielte sie in den USA für das Team der Western Illinois University. Danach wechselte Geurts in die deutsche Bundesliga zum FFC Heike Rheine. Nach dem Abstieg im Jahre 2007 kehrte sie in die Niederlande zurück und spielte für AZ Alkmaar. Mit AZ gewann sie 2008 und 2009 die niederländische Meisterschaft. Ab 2012 spielte sie in der schwedischen Damallsvenskan, zunächst zwei Jahre für Vittsjö GIK, die nächsten beiden Saisons für Kopparbergs/Göteborg FC. Von dort verpflichtete sie 2016 der französische Erstdivisionär Paris Saint-Germain FC als zweite Torfrau hinter Katarzyna Kiedrzynek. Sie kam dort aber nur zu wenigen Einsätzen, u. a. einmal im Achtelfinale der UEFA Women’s Champions League 2016/17, und kehrte 2018 wieder zum Kopparbergs/Göteborg FC zurück. In der Saison 2022 kam sie aufgrund ihrer Schwangerschaft nicht zum Einsatz.

### Nationalmannschaft
Ihr erstes Länderspiel in der Nationalmannschaft absolvierte sie am 29. Oktober 2006 gegen Australien. Geurts war Stammtorhüterin bei der EM 2009, bei der die Niederländerinnen erst im Halbfinale an England scheiterten und bei der EM 2013. Am 27. November 2014 qualifizierte sie sich mit ihrer Mannschaft durch ein 2:1 im Playoff-Rückspiel in Italien erstmals für die WM der Frauen. Am 4. März 2015 machte sie beim Zypern-Cup 2015 ihr 100. Länderspiel für die niederländische Auswahl.
Am 15. April 2015 wurde sie zunächst in den vorläufigen Kader für die WM 2015 berufen und dann auch am 10. Mai in den endgültigen Kader.
Bei der WM kam sie in zwei Gruppenspielen und bei der 1:2-Niederlage im Achtelfinale gegen Titelverteidiger Japan zum Einsatz.
Danach verlor sie ihren Stammplatz im Tor an die 12 cm größere Sari van Veenendaal. So wurde sie zwar für die EM 2017 in ihrer Heimat nominiert, bei der die Niederländerinnen erstmals den Titel gewannen, aber nicht eingesetzt. In der Qualifikation für die WM 2019 kam sie nur in den Playoffspielen zum Einsatz, half ihrer Mannschaft aber durch zwei Spiele ohne Gegentor das Ticket für die WM zu erlangen. Sie  wurde dann auch am 10. April für die WM nominiert. Bei der WM, die für ihre Mannschaft mit dem zweiten Platz endete, kam sie aber nicht zum Einsatz. Mit dem zweiten Platz hatten sich die Niederländerinnen erstmals für die Olympischen Sommerspiele qualifiziert. Für diese wurde sie auch nominiert, aber nicht eingesetzt.

## Erfolge
- 2009/2010, 2008/2009, 2007/2008: Niederländische Meisterin
- 2010/2011: Niederländische Pokalsiegerin
- 2017: Gewinn der Fußball-Europameisterschaft (ohne Einsatz)
- 2019: Zweite der Fußball-Weltmeisterschaft (ohne Einsatz)
- 2018/19 und 2020/21: Schwedische Pokalsiegerin (ohne Einsatz)
- 2020: Schwedische Meisterin (ohne Einsatz)